# Stachyris nonggangensis
El timalí de Nonggang (Stachyris nonggangensis) es una especie de ave paseriforme de la familia Timaliidae endémica de la región fronteriza entre China y Vietnam.

## Descripción
Tiene la espalda y cola de color castaño, mientras que su cabeza y partes inferiores son grisáceas oscuras, con una mancha en forma de medialuna blanca tras las auriculares, la garganta blanca con motas negras. Tiene el iris de los ojos claro y el pico negro.

## Descubrimiento y taxonomía
La especie fue observada por primera vez en febrero de 2005 por los ornitólogos Zhou Fang y Jiang Aiwu mientras realizaban un censo de aves en la reserva natural de Nonggang (弄岗自然保护区) en Guangxi, en el sur de China. El ejemplar tipo fue capturado en enero de 2006, y la especie se describió científicamente en 2008.

## Distribución y hábitat
Se ha registrado a la especie en la reserva natural de Nonggang y alrededores, una pequeña región en el sur de China aledaña a la frontera con Vietnam. Su hábitat natural es son las pluvisilvas kársticas, que tras las talas selectivas están dominadas por Burretiodendron hsienmu. Como existen hábitats similares en el norte de Vietnam y el sureste de Yunnan, China, es probable que también pueda encontrar allí a la especie, aunque está por confirmar.

## Comportamiento
En general su comportamiento se parede al de las ratinas del género Napothera en su preferencia por correr en lugar de volar, y al parecer pasa la mayor parte de su tiempo en el suelo en busca de insectos entre las rojas y la hojarasca.

### bibliografía
- Zhou, Fang y Jiang Aiwu (2008). A New Species of Babbler (Timaliidae: Stachyris) from the Sino-Vietnamese Border Region of China. The Auk 125(2): 420–424. Texto completo en PDF
- Jiang Aiwu (2009). Unexpected returns from a study of birds in Southwest Guangxi karst forests. Living Forests 15